# Освајачи олимпијских медаља у гимнастици
Освајачи олимпијских медаља у гимнастици:
- Освајачи олимпијских медаља у спортској гимнастици
- Овајачи олимпијских медаља у ритмичкој гимнастици
- Освајачи олимпијских медаља у вежби на трамбулини